# Appalachian Trail

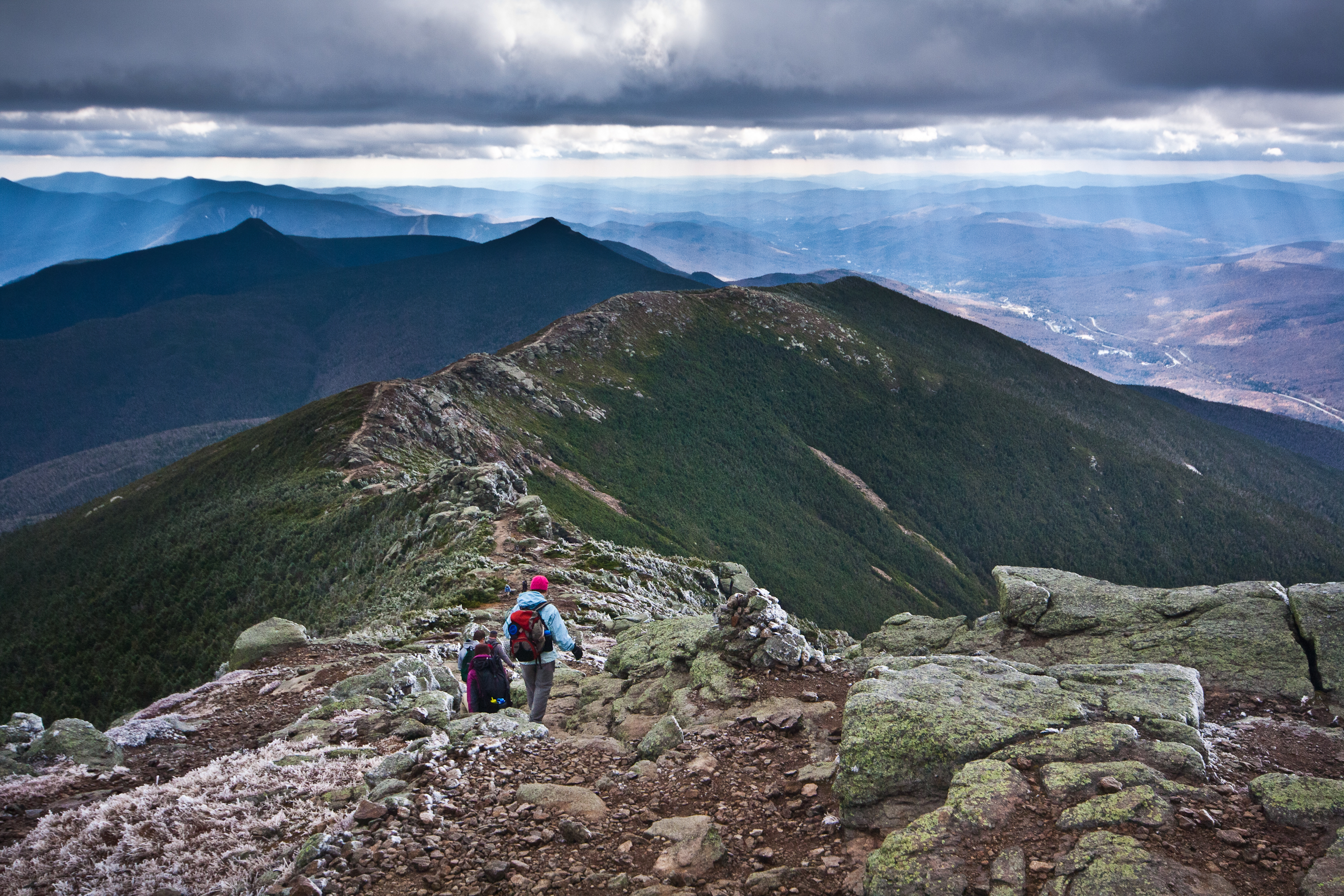
Het Appalachian Trail over de Franconia Ridge in New Hampshire

De Appalachian Trail, of voluit de Appalachian National Scenic Trail, is een 3500 km (2175 mijl) lang gemarkeerd langeafstandswandelpad door de Appalachen, een gebergte in het oosten van de Verenigde Staten. Het strekt zich uit van Springer Mountain in Georgia tot Mount Katahdin in Maine. Het loopt door de staten Georgia, North Carolina, Tennessee, Virginia, West Virginia, Maryland, Pennsylvania, New Jersey, New York, Connecticut, Massachusetts, Vermont, New Hampshire en Maine. Het pad wordt onderhouden door de Appalachian Trail Conservancy, een koepelorganisatie van wandel- en natuurverenigingen.

## Geschiedenis
Het idee voor het pad kwam van Benton MacKaye, een bosbouwkundige en natuurbeschermer, die er over schreef in 1921. De gedachte was een langeafstandswandelroute te creëren die boerderijen en wilderniskampen met elkaar zou verbinden. Stadsbewoners konden zo in de gelegenheid worden gesteld de natuurlijke schoonheid van het gebergte te ervaren. Zijn ideeën werden gepubliceerd in de New York Evening Post. Het artikel trok de aandacht van de Palisades Interstate Park Commissie, die net bezig was met het herstellen van de schade die afgravingen hadden toegebracht aan de New Jersey Palisades, een rij kliffen langs de westelijke oever van de rivier de Hudson. Overleg leidde tot het openen van het eerste deel van de route op 7 oktober 1923. Ze loopt van Bear Mountain door het Harriman State Park naar Arden.

## Snelheidsrecords
Een specifieke wijze van gebruikmaking van de route is het zo snel mogelijk te voet afleggen van het traject. De snelheidsrecords op de AT worden op verschillende manieren bijgehouden, te weten: begeleid zuid-noord (vv) en onbegeleid zuid-noord (vv)
Bekende onbegeleide snelheidsrecords
- Joe McConaughy finishte, noordwaarts, op 31 augustus 2017 in 45 dagen, 12 uur en 15 minuten.[1][2]
- Heather Anderson finishte, zuidwaarts, op 24 september 2015 in 54 dagen, 7 uur en 48 minuten.[3]

Bekende begeleide snelheidsrecords
- Tara Dower finishte, zuidwaarts, op 21 september 2024 in 40 dagen, 18 uur en 5 minuten. [4]
- Karel Sabbe finishte, noordwaarts, op 29 augustus 2018 in 41 dagen, 7 uur en 39 minuten.[5]
- Karl Meltzer, zuidwaarts, op 18 september 2016, in 45 dagen, 22 uur en 38 minuten.[6][7]